# San Juan de las Manzanas
San Juan de las Manzanas är en ort i Mexiko, tillhörande kommunen Ixtlahuaca i den västra delen av delstaten Mexiko. Orten hade 3 887 invånare vid folkräkningen 2010.